# Minoru Kawabata
Pour les articles homonymes, voir Kawabata.
Minoru Kawabata (川端 実) est un peintre japonais du XXe siècle, né à Tokyo le 22 mai 1911 et mort le 29 juin 2001. Il est actif aux États-Unis à partir de 1964.

## Biographie
Peintre abstrait-lyrique, Minoru Kawabata sort diplômé de l'École des beaux-arts de Tokyo en 1934. De 1937 à 1939, il poursuit ses études en France et en Italie. De 1950 à 1955, il est professeur à l'université des beaux-arts Tama à Tokyo, puis, de 1958 à 1961 à la Nouvelle École pour les recherches sociales à New York. Après son séjour au Japon, il décide en 1964 de se fixer définitivement à New York. Il participe à des expositions collectives, d'entre lesquelles : en 1951, 1957, 1959 à la Biennale de São Paulo, y recevant un prix en 1959 ; en 1952 au Salon de mai à Paris ; en 1958 et 1961 à la Guggenheim National Exhibition de New York ; en 1962 à la Biennale de Venise ; etc. Il présente aussi ses œuvres au cours d'expositions personnelles, à Tokyo, Milan et New York. Sa peinture, participe de l'abstraction-lyrique et évoque celle de Pierre Soulages.

## Musées
Il figure au musée d'art moderne de São Paulo ainsi qu'au musée d'art moderne de Tokyo.